# Jonathas de Jesus
Jonathas Cristian de Jesus, född 6 mars 1989, mer känd som Jonathas, är en brasiliansk fotbollsspelare (anfallare) som spelar för Athletic.